# Dhampur
Dhampur là một thành phố và là nơi đặt ban đô thị (municipal board) của quận Bijnor thuộc bang Uttar Pradesh, Ấn Độ.

## Địa lý
Dhampur có vị trí 29°19′B 78°31′Đ / 29,32°B 78,52°Đ Nó có độ cao trung bình là 216 mét (708 feet).

## Nhân khẩu
Theo điều tra dân số năm 2001 của Ấn Độ, Dhampur có dân số 46.855 người. Phái nam chiếm 53% tổng số dân và phái nữ chiếm 47%. Dhampur có tỷ lệ 65% biết đọc biết viết, cao hơn tỷ lệ trung bình toàn quốc là 59,5%: tỷ lệ cho phái nam là 68%, và tỷ lệ cho phái nữ là 60%. Tại Dhampur, 15% dân số nhỏ hơn 6 tuổi.